# Carloforte
Carloforte (sardisk: UPàize, Carlufòrti) er en by og en kommune (comune) i provinsen Sud Sardegna i regionen Sardinien i Italien. Byen ligger i 10 meters højde og har 6.215 indbyggere (2016). Kommunen har et areal på 51,10 km².